# 小行星7779
小行星7779（英語：7779 Susanring）是一颗围绕太阳公转的小行星。1993年5月19日，J. B. Child在帕洛马山发现了此天体。
这颗小行星的绝对星等为149.87759等。